# دنی لوپز (بازیکن فوتبال، زاده ۱۹۸۵)
دنی لوپز (انگلیسی: Dani López؛ زادهٔ ۲۵ اکتبر ۱۹۸۵) بازیکن فوتبال اهل اسپانیا است.
از باشگاه‌هایی که در آن بازی کرده‌است می‌توان به باشگاه فوتبال اینورنس کالدنیون تیسل، باشگاه فوتبال استیونج، باشگاه فوتبال بارنت، باشگاه فوتبال اتلتیکو مادرید بی، و باشگاه فوتبال آلدرشات تاون اشاره کرد.